# Tim Heidecker
Timothy Richard Heidecker (/ˈhaɪdɛkər/; nacido el 3 de febrero de 1976) es un comediante, escritor, director, actor y músico estadounidense. Es más conocido como la mitad del dúo de comedia Tim & Eric, junto con Eric Wareheim. Son famosos por crear los programas de televisión Tom Goes to the Mayor, Tim y Eric Awesome Show, Great Job! y los cuentos para dormir de Tim & Eric.
Heidecker también ha actuado en varias películas, entre ellas Bridesmaids (2011), Billion Dollar Movie de Tim y Eric, y The Comedy (ambas en 2012); recibió elogios de la crítica por estas últimas. Actualmente es coanfitrión de la revista de cine paródico On Cinema y protagonista de la serie de comedia Decker, ambas junto a Gregg Turkington.

## Primeros años
Heidecker nació y creció en Allentown, Pensilvania. Asistió a la Allentown Central Catholic High School y Temple University.

## Carrera
Heidecker y Wareheim se hicieron conocidos por primera vez como los creadores, escritores y estrellas de Tom Goes to the Mayor, una serie limitada de animación que originalmente se emitió de noviembre de 2004 a septiembre de 2006 en el canal Adult Swim. Tim interpreta "Tom", el protagonista del espectáculo. Continuamente lleva sus ideas al alcalde (interpretado por Wareheim), quien termina frustrándolas en la mayoría de los casos y dejando a Tom peor que cuando empezó. Según su sitio web, Wareheim y Heidecker habían enviado copias de una versión temprana del programa al comediante Bob Odenkirk, quien accedió a asumir el proyecto como productor ejecutivo de la serie y lo vendió a Adult Swim.
El próximo show del dúo, Tim y Eric Awesome Show, Great Job!, se estrenó el 11 de febrero de 2007 en Adult Swim. El programa de once minutos presenta "acción en vivo, sketch, animación, emociones, llamadas telefónicas, amor, etc."
Heidecker protagonizó la película de Tim y Eric's Billion Dollar Movie. Wareheim y Heidecker aparecieron juntos como Debt Collectors on the Adult Swim special, The Young Persons Guide to History y han aparecido como invitados en la película Let's Go to Prison, así como en la serie de videojuegos escocesa VideoGaiden y en un episodio de la versión 2 de Mega64. Heidecker también tuvo un pequeño papel en la película Bridesmaids 2011, y un papel destacado en el drama independiente de 2012 The Comedy, dirigido por Rick Alverson y protagonizado por Wareheim. En julio de 2012, Heidecker protagonizó un episodio de Workaholics. En agosto de 2012, protagonizó el video musical de Dinosaur Jr."Miren las esquinas". En el mismo año, Heidecker hizo una aparición en cameo en el sitio independiente de revisión de películas, Red Letter Media. Heidecker apareció en un episodio de la serie RedLetterMedia,"Half in the Bag". El episodio se titula "Final de Temporada: Step Up Revolution". Dentro de la comedia corta del sketch, Heidecker interpreta a un reparador de VCR llamado "Tim". Poco después de su introducción en la escena, él vuela a través del techo y hace su salida de la representación.
Heidecker protagonizó una serie de películas para el sitio web de Absolut Vodka con Wareheim y Zach Galifianakis. En marzo de 2010, Heidecker y Wareheim dirigieron una serie de anuncios de Old Spice protagonizados por el actor Terry Crews. Usando personajes y sketches de Awesome Show, Heidecker y Wareheim (a través de su compañía Abso Lutely Productions) crearon un programa en línea llamado "Tim and Eric Nite Live!", originalmente emitido en el sitio web SuperDeluxe.
Desde 2012, Heidecker ha sido el anfitrión de una serie web paródica y podcast llamada On Cinema, donde él y un invitado especial (Gregg Turkington) discuten películas del pasado y del presente. En 2013 se estrenó una aplicación On Cinema Film Guide en la que se mostraron las voces de Heidecker y Turkington, que repasaron más de 17.000 películas.
Heidecker, Wareheim, Sarah Silverman, Michael Cera y Reggie Watts anunciados en el podcast Comedy Bang! ¡Bang! que estaban empezando un canal de comedia en YouTube llamado Jash.
El espectáculo más reciente del dúo, Los cuentos de la hora de dormir de Tim y Eric se estrenó en Adult Swim el 18 de septiembre de 2014.

## Música
Heidecker tocó en varias bandas de indie rock mientras estaba en Filadelfia. Apareció en el video musical de 2008 de Ben Folds y Regina Spektor titulado "You Don' t Know Me".
Aunque Davin Wood compuso la música para Awesome Show, a veces Heidecker cantaba y escribía letras. Williams Street Records lanzó Awesome Record, Great Songs! y Tío Muscles presenta Casey y su hermano en 2008, presentando música de las dos primeras temporadas. Wood compuso previamente la música para Tom Goes To The Mayor, y él y Heidecker forman el dúo Heidecker & Wood. Inspirados por el soft rock de los años 70, lanzaron su primer álbum, Starting From Nowhere, el 15 de marzo de 2011. El dúo lanzó un segundo álbum en el mismo estilo el 12 de noviembre de 2013, Some Things Never Stay the Same. Citan la influencia de Randy Newman, Warren Zevon, Harry Nilsson y Boz Scaggs. El dúo actuará en octubre en el Festival Supreme.
En octubre de 2012, Heidecker contribuyó con una campaña de parodia sonando para la candidatura presidencial de Herman Cain titulada "Cain Train". Esta fue la primera de nueve canciones que eventualmente se convertiría en un álbum completo, titulado Cainthology: Songs in the Key of Cain. Todas las ganancias de las ventas del álbum van en beneficio del Programa de Intervención de Violencia. El número nueve fue escogido como el número de canciones, y $9.99 el precio original, en referencia al plan financiero 9-9-9 de Herman Cain.
El día después del lanzamiento del álbum Tempest de Bob Dylan en septiembre de 2012, Heidecker lanzó una canción llamada "Titanic", que es una broma de 15 minutos de duración de la pista en el álbum. En 2013, lanzó dos parodias más de Dylan -"Running Out the Clock", inspirado en el álbum Infidels de Dylan de 1983, y "Long Black Dress", una canción en el estilo actual del álbum Tempest de Dylan- y colaboró con la banda indie The Earth es un Man en una portada de "All the Tired Horses" de Dylan.
En diciembre de 2013, Heidecker lanzó el álbum Urinal St. Station bajo el sello Drag City con su banda, The Yellow River Boys. El sencillo principal,"Hot Piss", salió a la venta en junio de 2013. Vice Magazine nombró a Urinal St. Station como el mejor álbum de 2013.
Heidecker y Davin Wood compusieron e interpretaron la canción "Weatherman" que se utilizó en la película de 2014 La edad de la razón.
El 24 de junio de 2014, Heidecker y Wareheim lanzaron un sencillo de 12 "Jambalaya", como Pusswhip Banggang.
El álbum en solitario de Heidecker In Glendale salió a la venta el 20 de mayo de 2016 en Rado Records.
Publicó Too Dumb for Suicide: Tim Heidecker's Trump Songs vía Jagjaguwar el 8 de noviembre de 2017, un año después de la elección de Trump. Incluye canciones sobre Richard Spencer, el nacionalista blanco con el corte de pelo de moda; sobre el monólogo interno del piloto privado de Trump, que intenta matar a Trump estrellando el avión (Father John Misty contribuye con una portada); y sobre las complicaciones colorrectales derivadas de la mala alimentación de Trump en alimentos rápidos básicos como KFC, entre otros temas.

## Vida personal
Heidecker está casado con Marilyn Porayko. Tienen una hija, Amelia (noviembre de 2013), y un hijo, Charlie (octubre de 2016).
En marzo de 2006, Heidecker fue apuñalado dos veces en la parte superior de la espalda mientras intentaba ayudar a un vecino en medio de una crisis mental inducida por drogas. Las heridas no eran mortales.

## Filmografía

### Películas
| Año  | Título                              | Papel                     | Notas                       |
| ---- | ----------------------------------- | ------------------------- | --------------------------- |
| 2001 | The Attic Expeditions               | Orderly                   |                             |
| 2006 | Let's Go To Prison                  | Wine Taster               | Con Eric Wareheim           |
| 2011 | Terri                               | Sr. Flemisch              |                             |
| 2011 | Bridesmaids                         | Dougie                    |                             |
| 2012 | The Comedy                          | Swanson                   |                             |
| 2012 | The Five Year Engagement            | Jefe de cocina            |                             |
| 2012 | Tim and Eric's Billion Dollar Movie | Tim                       | Escritor Director Productor |
| 2014 | A Merry Friggin' Christmas          | Dave                      |                             |
| 2015 | Vacation                            | Utah Cop                  |                             |
| 2015 | Fantastic Four                      | Mr. Richards              |                             |
| 2015 | Entertainment                       | The Celebrity             | Co-redactor                 |
| 2016 | First Girl I Loved                  | Mr. Q                     |                             |
| 2017 | Kuso                                | Phil                      |                             |
| 2017 | Brigsby Bear                        | Entrenador in Hockey High |                             |
| 2017 | Flower                              | Bob                       |                             |
| 2017 | Sundowners                          | Tom                       |                             |
| 2019 | Nosotros                            | Josh Tyler / Tex          |                             |

### Televisión
| Año           | Título                                | Papel                             | Notas                                                                            |
| ------------- | ------------------------------------- | --------------------------------- | -------------------------------------------------------------------------------- |
| 2004          | Aqua Teen Hunger Force                | Baloncesto                        | Episodio: "Hypno-Germ"                                                           |
| 2004–2006     | Tom Goes to the Mayor                 | Tom Peters                        | Escritor Director Productor                                                      |
| 2006          | Mega64                                | Mega64 Ragtime Jug Hermano        | Episodio: "Stranger"                                                             |
| 2007–2010     | Tim And Eric Awesome Show, Great Job! | Varios                            | Escritor Director Productor                                                      |
| 2007          | Acceptable TV                         | Mood Swing Cosby                  |                                                                                  |
| 2007          | Clark and Michael                     | Instructor de defensa propia      |                                                                                  |
| 2008          | Young Person's Guide to History       | Debt Collector                    |                                                                                  |
| 2008–2010     | The Sarah Silverman Program           | Frances                           | Episodios: "I Thought My Dad Was Dead, But It Turns Out He's Not" "A Slip Slope" |
| 2010–2016     | Check It Out! with Dr. Steve Brule    | Jan Skylar                        | Escritor Director Productor                                                      |
| 2010–2011     | Funny or Die Presents                 | Varios                            | Escritor                                                                         |
| 2011          | Jon Benjamin Has a Van                | Mosham the Alien Lawyer           | Episodio: "Stardoor"                                                             |
| 2011          | The Simpsons                          | Amus Bruse                        | Episodio: "The Food Wife"                                                        |
| 2011–2013     | Bob's Burgers                         | Burt Dellalucci                   |                                                                                  |
| 2012          | Workaholics                           | Reverendo                         | Episodio: "The Lord's Force"                                                     |
| 2012–2016     | Comedy Bang!Bang!                     | Phil Gorsley                      | 2 episodios                                                                      |
| 2013          | Kroll Show                            | Jason                             |                                                                                  |
| 2013          | Eastbound & Down                      | Gene                              | 8 episodios                                                                      |
| 2013–presente | Tim & Eric's Bedtime Stories          | Various                           | Escritor Director Productor                                                      |
| 2014          | Drunk History                         | Max Schmeling                     | Temporada 2, Episodio 1                                                          |
| 2014          | The Birthday Boys                     | Mill Owner                        | Episodio: "Plight of the Working Class"                                          |
| 2015          | Man Seeking Woman                     | Camarero sin nombre               | Episodio: "Pitbull"                                                              |
| 2015          | Another Period                        | Hal Carnegie                      | Episodio: "Funeral"                                                              |
| 2015          | W/ Bob and David                      |                                   | Productor Ejecutivo                                                              |
| 2016          | Fresh Off the Boat                    | Mr. Jenkins                       | Episodio: "Phil's Phaves"                                                        |
| 2016–presente | Decker                                | Jack Decker                       | Escritor Productor                                                               |
| 2017          | Portlandia                            | Chico Hormiga                     | Episodio: "Ants"                                                                 |
| 2017          | Clarence                              | Tim / Teddy / Damien Dawson (voz) | Episodio: "Rock Show"                                                            |
| 2017          | Jeff & Some Aliens                    | Bruce Starr (voz)                 | Episodio: "Jeff & Some Confidence"                                               |
| 2017          | Animals.                              | Stan (voz)                        | Episodio: "Rats"                                                                 |
| 2020          | Beef House                            | Tim                               | Escritor Creador                                                                 |
| 2020          | Moonbase 8                            | Rook                              | Escritor Creador                                                                 |

### Pódcast
| Año          | Título                 | Papel                                          | Notas                                                    |
| ------------ | ---------------------- | ---------------------------------------------- | -------------------------------------------------------- |
| 2011–2015    | Comedy Bang!Bang!      | Él mismo, Elton John, George Burns, Nick Nolte | 14 episodios                                             |
| 2011–2013    | On Cinema              | Él mismo                                       | Escritor Productor                                       |
| 2013         | How Did This Get Made? | Él mismo                                       | Comentarista invitado para The Odd Life of Timothy Green |
| 2016         | Chapo Trap House       | Él mismo                                       |                                                          |
| 2016–present | Office Hours LIVE      | Él mismo                                       |                                                          |

### Serie web
| Año           | Título                   | Papel              | Notas                       |
| ------------- | ------------------------ | ------------------ | --------------------------- |
| 2012–presente | On Cinema at the Cinema  | Él mismo           | Escritor Director Productor |
| 2012          | Half in the Bag          | Él mismo           |                             |
| 2013          | Tim & Eric's Go Pro Show | Él mismo           | Escritor Director           |
| 2013          | Tim's Kitchen Tips       | Él mismo           |                             |
| 2013          | Dr. Wareheim             | Él mismo           | Escritor Director           |
| 2014–presente | Decker                   | Agente Jack Decker |                             |

## Discografía
- 2002: Theatre of Magic (ópera rock (por The Tim Heidecker Masterpiece)
- 2008: Awesome Record, Great Songs! (por Tim and Eric)
- 2008: Uncle Muscles Presents Casey And His Brother
- 2011: Starting From Nowhere (por Heidecker & Wood)
- 2011: Cainthology: Songs in the Key of Cain
- 2013: Some Things Never Stay the Same (por Heidecker & Wood)
- 2013: Urinal St. Station (por The Yellow River Boys)
- 2014: Jambalaya 12" single (por Pusswhip Banggang)
- 2016: In Glendale
- 2017: Too Dumb For Suicide
- 2019: What the Brokenhearted Do...[26]

## Premios y distinciones
- Premio Webby al mejor actor como parte del equipo de comedia de Tim y Eric[27]